# Патрик, Николас
Ни́колас Джеймс Макдо́налд Па́трик (англ. Nicholas James MacDonald Patrick; род. 1964) — астронавт НАСА. Совершил два космических полёта на шаттлах: STS-116 (2006, «Дискавери») и STS-130 (2010, «Индевор»), совершил три выхода в открытый космос.

## Личные данные и образование

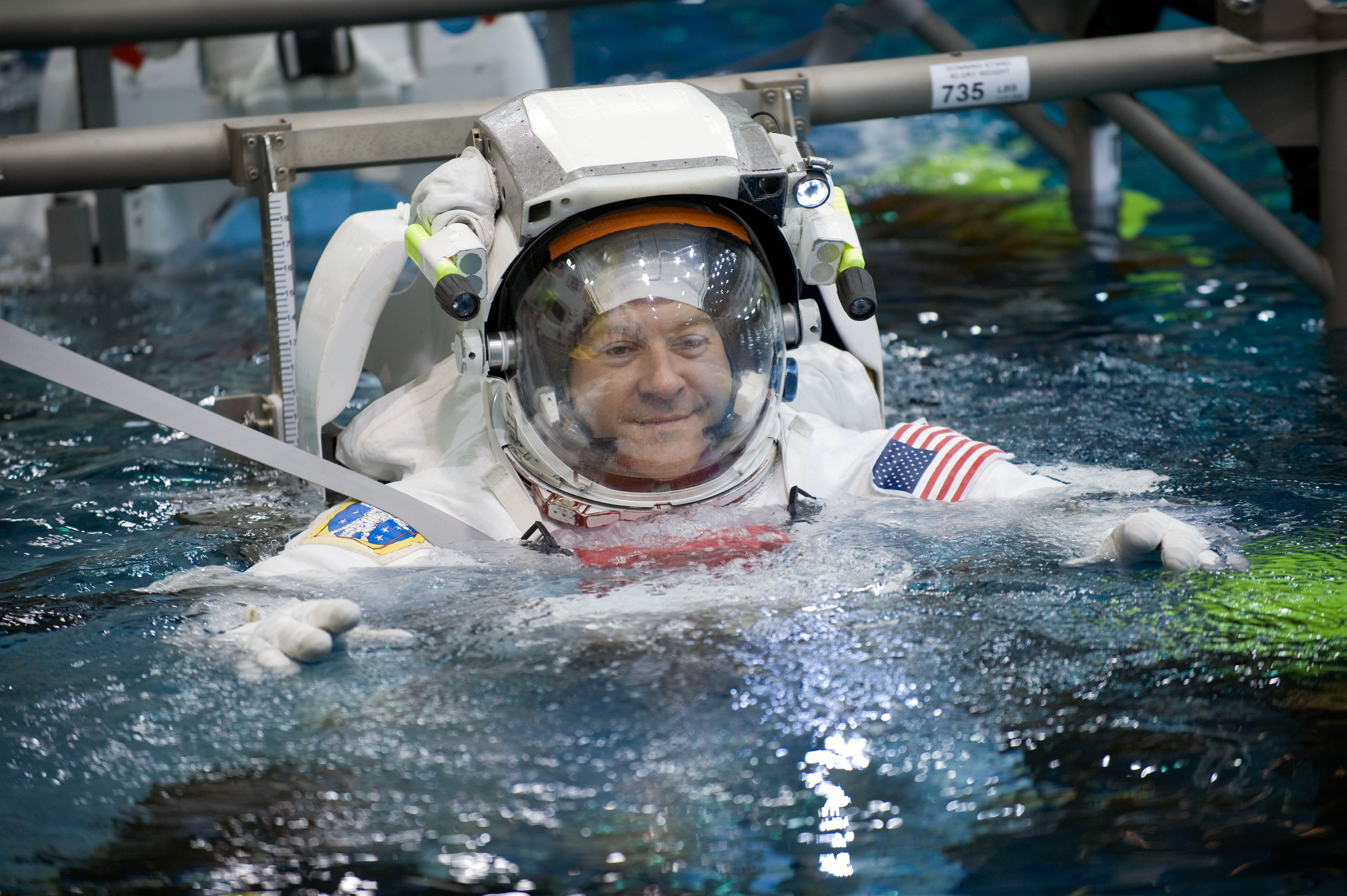
Патрик на тренировке.

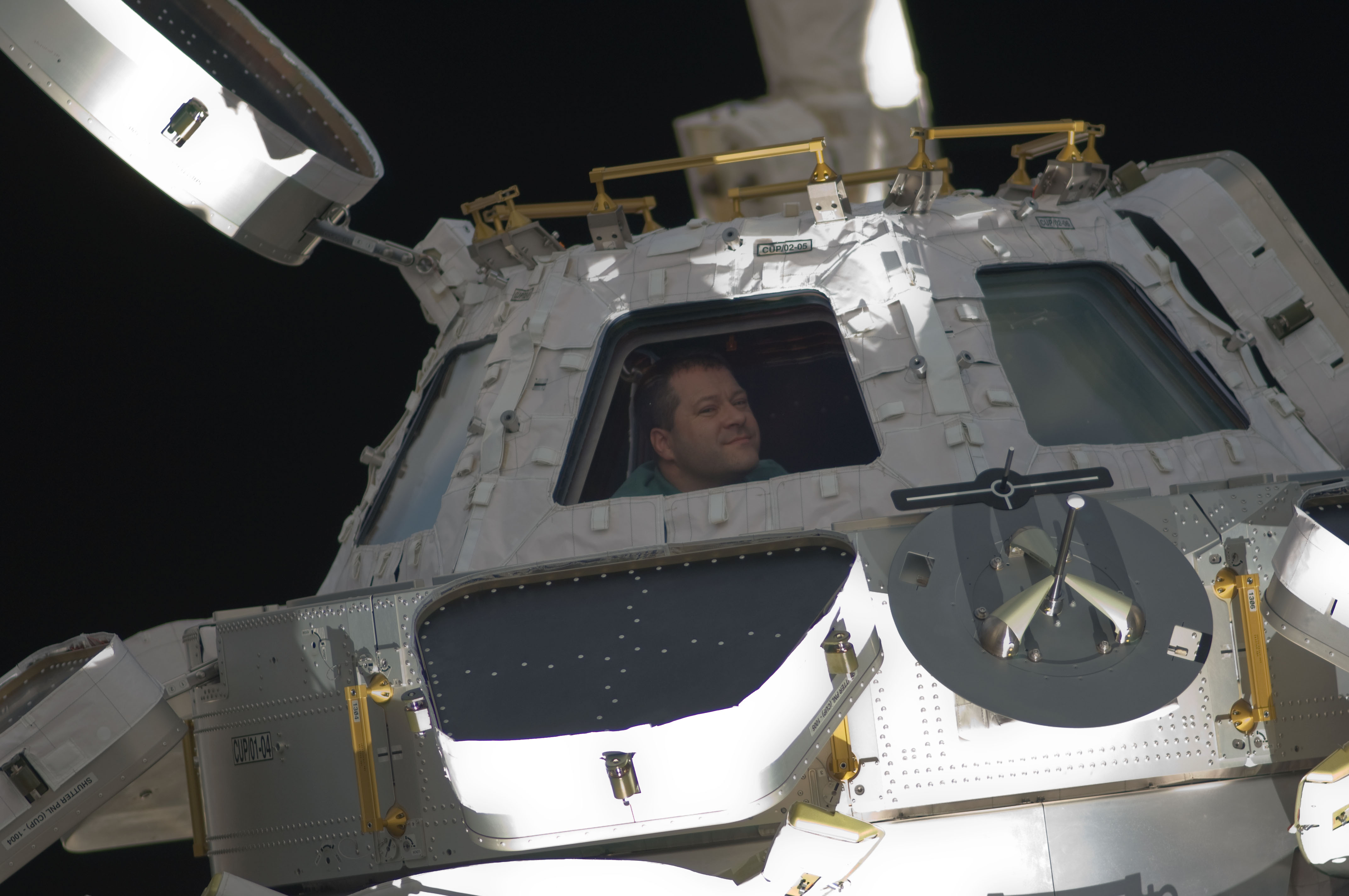
Патрик в Куполе.

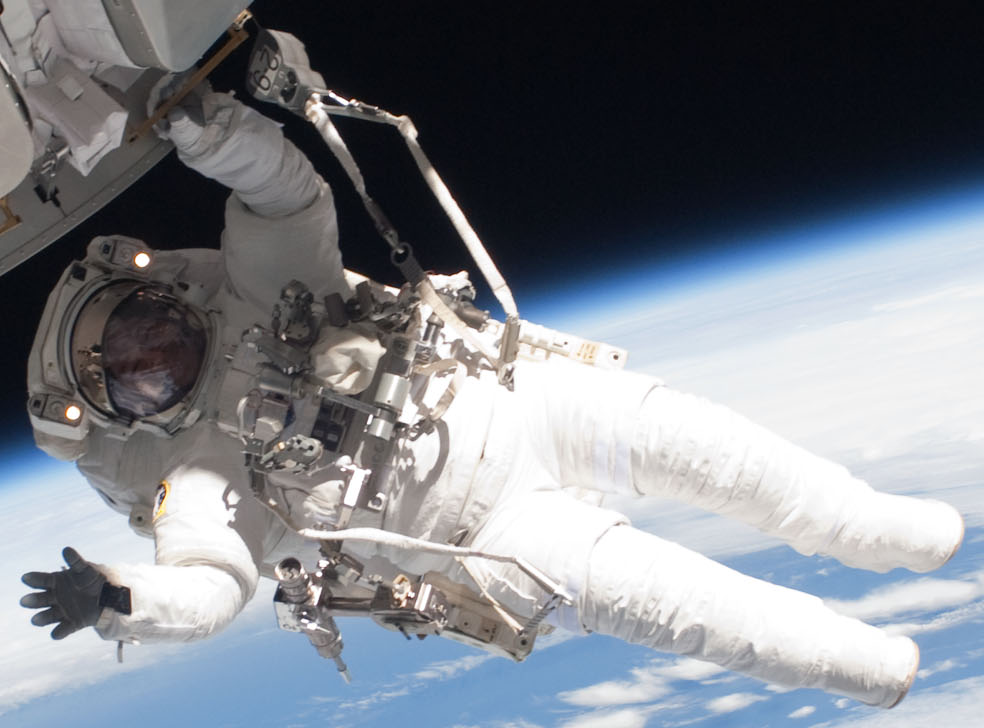
STS-130, Патрик — работа в открытом космосе.

Николас Патрик родился 19 ноября 1964 года в городе Солт-Бён-Он-Си, Северный Йоркшир, Великобритания, стал гражданином США в 1994 году. Своими родными считает города Лондон, Великобритания, где в 1982 году окончил среднюю школу и Рай, Нью-Йорк. В 1986 году получил степень бакалавра в области инженерии в Тринити-Колледже, при Кембриджском университете, а в 1990 году, там же, получил степень магистра наук в области инженерии. В 1990 году получил степень магистра в области машиностроения в Массачусетском технологическом институте, и в 1996 году, там же, — степень Ph. D..
Женат, трое детей. Его мать, Джиллиан М. Патрик, живёт в Южном Норфолке, штат Коннектикут, его отец, Стюарт К. Патрик, в Нарберте, штат Пенсильвания, его родной брат, Руперт C. Патрик, недалеко от Нью-Хейвена, штат Коннектикут. Его интересы: полёты, чтение, ремонт автомобилей, пеший туризм, катание на лыжах и подводное плавание. Радиолюбитель с позывным KD5PKY.

## До НАСА
Во время учёбы в Кембриджском университете, Николас проходил лётное обучение как студент Кембриджского университета в Королевских ВВС и проводил лето в качестве гражданского инженера в Нью-Йорке и Коннектикуте. Окончив Кембридж, он переехал в Бостон, штат Массачусетс, где в течение четырёх лет работал инженером в подразделении двигатели самолётов. Затем он учился в Массачусетском технологическом институте, где он был ассистентом, а затем научным сотрудником в Лаборатории Отдела машиностроения по системам «человек-машина». Его интересовали такие области, как телеробототехника, авиационная психология, оптимизация, воздушный транспорт и эконометрика. Во время учёбы в Массачусетском технологическом институте, работал лётчиком-инструктором на Восточном побережье в аэроклубе «Hanscom Field». После получения степени Ph. D., Николас стал работать в корпорации Боинг, в филиале, в городе Сиэтл, штат Вашингтон. Там он работал лётчиком-инструктором. Имеет общий налёт 1 300 часов в качестве пилота, в том числе 700 часов в качестве пилота-инструктора, летал на более чем 20 различных типах самолётов и вертолётов.

## Подготовка к космическим полётам
В июне 1998 года был зачислен в отряд НАСА в составе семнадцатого набора, кандидатом в астронавты. С августа 1998 года стал проходить обучение по курсу Общекосмической подготовки (ОКП). По окончании курса, в августе 1999 года получил квалификацию «специалист полёта» и назначение в Офис астронавтов НАСА.

## Полёты в космос
- Первый полёт — STS-116[6], шаттл «Дискавери». С 10 по 22 декабря 2006 года в качестве «специалиста полёта». Цель полёта: доставка и монтаж сегмента ферменной конструкции МКС P5, частичная замена долговременного экипажа МКС, доставка грузов на МКС в транспортном модуле «Спейсхэб». Три основных компонента полезной нагрузки шаттла составляли: сегмент ферменной конструкции Р5, одиночный модуль «Спейсхэб» и панель, на которой установлено экспериментальное оборудование. Сегмент Р5 будет служить промежуточным звеном между панелями солнечных батарей, что обеспечит переконфигурацию распределения электроэнергии и систем охлаждения. Кроме того шаттл доставил на орбиту три пико-спутника, которые были запущены после отстыковки шаттла от МКС. Эти три спутника имеют размер с чашку кофе. Успешная установка сегмента P5 является ключевым моментом для конфигурации системы электроснабжения МКС. Система электроснабжения состоит из генераторов энергии, накопления и хранения энергии, управления и распределения электроэнергии. Во время полёта астронавты выполнили четыре выхода в открытый космос (Патрик не выходил). 12 декабря 2006 года — продолжительностью 6 часов 36 минут. Главной задачей выхода была установка сегмента ферменной конструкции Р5. Монтаж сегмента Р5 осуществлялся с помощью робота-манипулятора станции, которым управляла Джоан Хиггинботэм. Астронавты также заменили вышедшую из строя камеру на сегменте S1, и выполнили несколько небольших заданий, в том числе провели электрические соединения между сегментами Р4 и Р5 и проверили надёжность сборки. 14 декабря — 5 часов 1 минуту, астронавты занимались электромонтажными работами: прокладывали силовые кабели и подключали солнечные батареи к системе энергоснабжения МКС. 16 декабря — 6 часов 31 минуту, астронавты продолжали заниматься электромонтажными работами: прокладывали силовые кабели и подключали солнечные батареи к системе энергоснабжения МКС. В дополнение, астронавты пытались расшатать и свернуть заклинившую солнечную батарею сегмента Р6. Эти попытки удались им лишь частично. Удалось сложить ещё 4 секции батареи (в общей сложности, сложились 21 секции из 31). Вернуть батарею в полностью сложенное состояние не удалось. 18 декабря 2006 — 6 часов 28 минут, при предыдущих выходах и попытках свёртывания крыла 4B, оно заклинило. Было принято решение о дополнительном, четвёртом выходе в космос, чтобы устранить препятствия к свёртыванию солнечной батареи. 18 декабря эту задачу успешно выполнили Роберт Курбим и Кристер Фуглесанг. Продолжительность полёта составила 12 дней 20 часов 44 минуты[7].
- Второй полёт — STS-130[8], шаттл «Индевор». C 8 по 22 февраля 2010 года в качестве «специалиста полёта». Доставка и установка на МКС модуля «Транквилити» («Спокойствие») и модуля «Купол». Модуль «Транквилити» — последний американский модуль МКС. В модуле «Транквилити» размещаются системы жизнеобеспечения экипажа, туалеты и тренажёры. Изготовленный в Италии модуль «Купол» пристыкован к модулю «Транквилити». С помощью лазерного сканера и высокоразрешающей камеры, установленных на удлинителе робота-манипулятора шаттла, астронавты провели обследование теплозащитного покрытия днища и кромок крыльев шаттла. Роботом-манипулятором шаттла управляли Кэтрин Хэйр, Николас Патрик и Терри Виртс. После стыковки с МКС, Джордж Замка, Кэтрин Хайр и Стивен Робинсон, были заняты переноской доставленного на станцию оборудования и материалов. На пятом дне полёта Терри Виртс и Кэтрин Хайр, находясь в модуле «Дестини» управляли роботом-манипулятором станции, с помощью которого пятнадцати тонный «Транквилити» подняли (начало подъёма в 4 часа 5 минут) из грузового отсека шаттла и переместили к левому порту модуля «Юнити». В 5 часов 56 минут «Транквилити» был подведён к месту установки на модуле «Юнити», работа была завершена в 8 часов 5 минут. 13 февраля в 10 часов 30 минут Терри Виртс и Кэтрин Хайр отвечали на вопросы корреспондентов Ассошиэйтед Пресс, CBS News и Рейтер. Перед расстыковкой астронавты продолжали переносить из шаттла на станцию доставленные оборудование и материалы, в обратном направлении — результаты проводимых на станции экспериментов. Во время полёта выполнил три выхода в открытый космос: 12 февраля 2010 года — продолжительностью 6 часов 32 минуты, 14 февраля — 5 часов 54 минуты и 17 февраля — 5 часов 48 минут. Продолжительность полёта составила 13 суток 18 часов 6 минут[9].

Общая продолжительность внекорабельной деятельности (ВКД) за 3 выхода — 18 часов 14 минут. Общая продолжительность полётов в космос — 26 дней 14 часов 52 минуты.

## После полётов
В июне 2012 года покинул отряд астронавтов НАСА. Имеет три патента в областях: дистанционное управление роботами, передача и обработка данных, системы аварийной диагностики. В 2012 году начал работать в Blue Origin.

## Награды и премии
Награждён: Медаль «За космический полёт» (2006 и 2010) и многие другие.